# Statue du ka du roi Hor
 (juillet 2024).
Le contenu est difficilement compréhensible vu les erreurs de traduction, qui sont peut-être dues à l'utilisation d'un logiciel de traduction automatique.

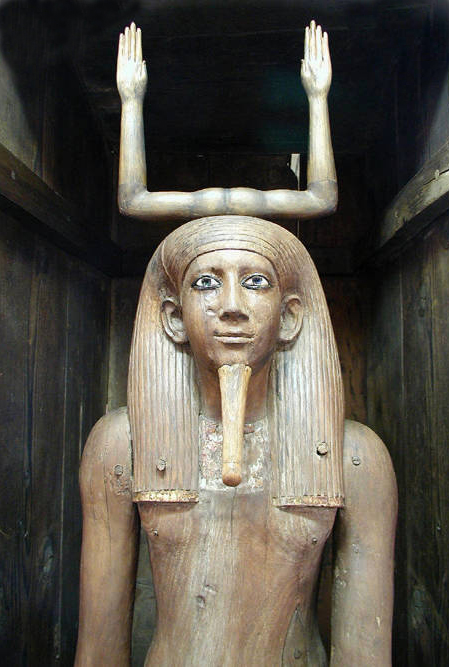
Statue du ka du roi Hor

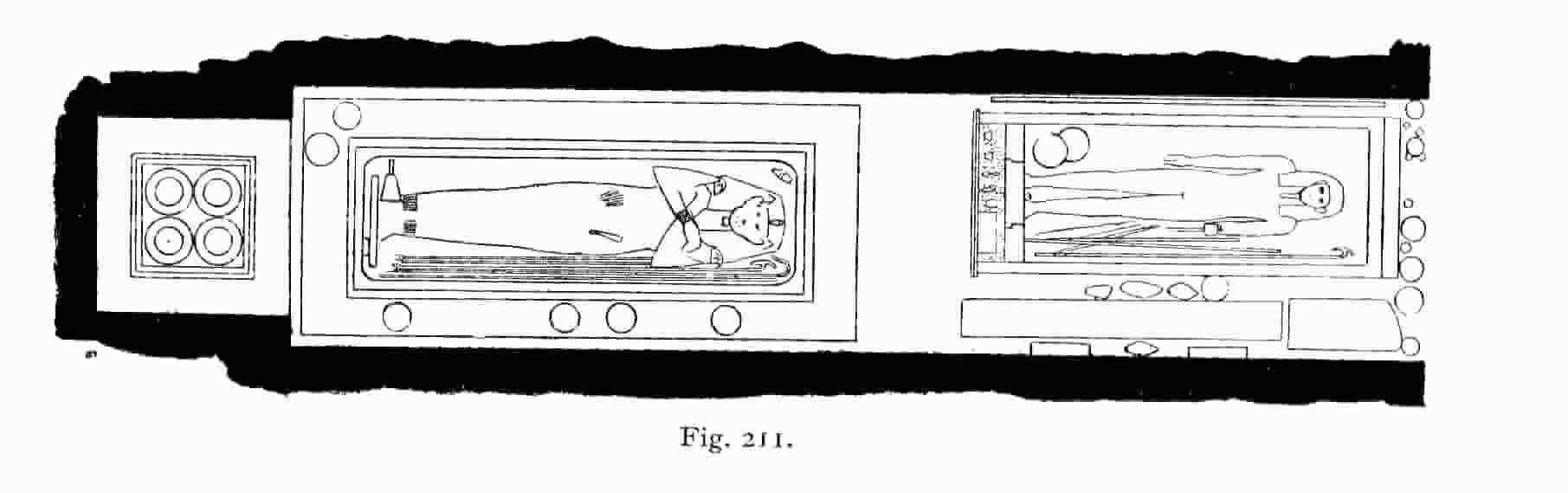
La statue trouvée dans la tombe

La statue du ka du roi Hor date de la XIIIe dynastie de l'Égypte ancienne vers 1750 av. J.-C. Il est maintenant exposé au Musée égyptien du Caire et est considéré comme l'une des œuvres majeures de l'art égyptien. 
La statue a été fouillée en 1894 dans la tombe du roi Hor qui a été retrouvée par une équipe de fouille sous la direction de Jacques de Morgan. Le tombeau est situé près de la pyramide d'Amenemhat III à Dahchour. La statue proprement dite mesure 135 cm de haut. Avec une base et un signe ka sur la tête, elle mesure 170 cm de haut. En bois, elle était autrefois recouverte d'une fine couche de stuc qui a disparu aujourd'hui. Le roi est représenté nu mais il y a des traces sur le bois, indiquant la présence d'une ceinture. La statue aurait pu être autrefois ornée d'un kilt.  
Autour du cou, le roi porte un large col. La statue tenait une fois un bâton et un sceptre. Sur la tête, il porte aujourd'hui un signe ka. Cela a été trouvé à côté de la statue dans un naos. La statue a été trouvée dans la tombe du roi dans un naos en bois qui se trouvait à l'arrière.  
La statue est là aussi sur le dos. Le naos en bois était autrefois en partie orné de feuilles d'or et d'inscriptions hiéroglyphiques présentant les noms du roi, mais ceux-ci sont aujourd'hui perdus. Les anciens Égyptiens croyaient avoir plusieurs types d'âmes ou d'esprits. Le ka était le plus important et la statue montre évidemment le roi comme son ka. Dorothea Arnold a observé que de nombreuses offrandes ont été trouvées autour de la statue. Elle se demande si la statue a déjà été faite pour le temple culte du roi. Cependant le roi n'a régné que très brièvement ; le temple n'a jamais été construit et la statue a été placée dans la chambre du tombeau. 
En tant qu'œuvre d'art importante, la statue apparaît dans de nombreux ouvrages d'art de l'Égypte ancienne. W. Stevenson Smith voit dans la figure un naturalisme idéalisé, car d'autres œuvres de sculpture royale datant de la fin de la XIIe dynastie montrent souvent un visage âgé, tandis que celle de Hor est idéalisée jeune. 